# 정승복
정승복(鄭承復, 1514년∼1580년)은 조선시대 중기의 무신, 군인이다. 을묘왜변(乙卯倭變) 당시 조선군 장수였다. 본관은 경주(慶州)로 자는 경윤(景胤)이고, 호는 옥계(玉溪)이다. 1544년(중종 39) 별시무과에 급제하고 1546년 중시에 장원으로 급제하여, 두 번 무과에 합격하였다.
어모장군(禦侮將軍) 경상도수군우후(慶尙道水軍虞侯)를 거쳐 함흥판관에 이르러 파직당하였다. 아들들과 손자들이 임진왜란에 참여하여 공을 세웠으므로 사후 자손들의 훈공으로 승정원좌승지(左承旨)에 증직되었다가 병조참판으로 추증되었다.

## 생애
문정공(文正公) 정진후(鄭珍厚)의 후손으로, 할아버지는 갑선(甲先)은 부사과(副司果) 아버지는 돈용교위(敦勇校尉)를 지낸 정내(鄭鼐)이고, 어머니는 왕씨로 훈련원습독(訓鍊院習讀) 왕침(王琛)의 딸이다. 고조부 노송정(老松亭) 정지년(鄭知年)은 단종 폐위에 분개하여 벼슬을 버리고 은거하고 사후 공주의 숙모전에 배향되었다. 증조부 정효종(鄭孝終)은 예조참의(禮曹參議)를 지냈다.
아버지 정내가 전라남도 순천으로 내려오면서 전라도에 뿌리내리게 되었다. 그의 딸은 보성 출신 저명한 학자인 안방준에게 시집갔다.
그는 어려서부터 호방담대하고 담략이 뛰어났었다. 9세에 어머니 상을 당했는데 상복을 입고 예대로 상사를 마쳤다. 그 뒤 무관의 길에 뜻을 두고 1544년(중종 39) 별시(別試) 무과에 을과 1위로 급제하였고, 여러 벼슬을 거쳐 1546년(명종 1) 중시(重試)에 장원하여 당상관으로 승진했다. 1548년 아버지 상을 당하여 3년상을 마친 뒤 선전관(宣傳官)이 되었다가 이후 옥구현감(沃溝縣監)을 역임하였다. 현감으로 재직 중 해안가로 왜구가 침입하자 이를 물리쳤다.
1555년(명종 10) 옥구현감으로 있을 때 을묘왜변이 터져 왜구가 전라도 남부 지역에 침략하여 달량진 등의 변장과 전라병마절도사를 죽이고 10진을 함락시켰다. 이후 전라북도 군산까지 올라온 왜구와 교전하여 여러차례 군공(軍功)을 세웠고, 그 뒤 어란진 만호(於蘭鎭萬戶)로 전보되었다. 1559년(명종 14) 어란진 만호로 재직 중 다시 왜구가 재침략한 기미왜변(己未倭變)이 터지자 추자도(楸子島)에서 왜구를 궤멸시켜 큰 승리를 거두고 왜선 1척을 포획하고 왜구들을 일부 생포하였다. 이에 감사 박충원(朴忠元)과 수사 최희효(崔希孝)가 계를 올려 상을 받았다. 그 뒤 웅천현감(熊川縣監)이 되었다가 영덕현령(盈德縣令)에 제수되었고, 함흥판관(咸興判官)을 역임했다. 이후 어모장군(禦侮將軍) 경상도수군우후(慶尙道水軍虞侯) 등을 지냈다.
1562년(명종 17)에 함흥판관(咸興判官)이 되었다가 파직을 당하자 고향으로 낙향하여 냇가에 정자를 지어 옥계정이라 이름하고 소일하였다. 만년에는 석천(石川) 임억령(林億齡)과 교유하였다. 임억령은 그와 자주 교류하여 그의 정자에 왕래했는데, '친구를 진토객에서 고르지 않고 들의 사슴과 숲의 학(鶴)을 친지로 삼았네'라는 시를 남기기도 했다. 임억령은 또 그에게 '수 많은 전투를 치르고 돌아와 계곡물에 칼을 씻으며, 쓸쓸한 야복(野服)을 입고 한적한 집으로 드는구나'라는 시를 헌정하기도 했다.

### 사후
아들 정사준(鄭思竣)은 1592년(선조 25) 임진왜란 때 이순신(李舜臣)의 군관으로서 조총의 제작에 참여하였고, 아들 정사횡(鄭思竑)은 임진왜란이 터지자 모친의 시묘살이 중이었으나, 조정의 식량이 떨어졌다는 소식을 듣고 조카 정빈과 함께 곡식 천여 석을 모아 뱃길로 의주(義州) 행재소에 기부, 운반하고 1597년(선조 30) 정유재란 때는 다시 수백 석의 군량미를 모아 충무공(忠武公) 이순신(李舜臣)의 휘하에 들어가 노량해전에 참전하여 적선을 격파하였다. 아들 정사정(鄭思靖)은 형 정사횡(鄭思竑)과 함께 가동들과 의병을 조직해서 적을 방어하면서 곡식을 갹출하여, 임금이 있는 의주(義州) 행재소까지 수송하였으며, 손자 정빈은 임진왜란 때 27세의 나이로, 숙부 정사횡(鄭思竑)과 함께 거병, 가동을 거느리고, 군량미 1천 석을 임금이 있던 의주행재소로 수송하는 것을 지원하였다.아들 정사립(鄭思立)과 사위 정상명(鄭翔溟) 또한 임진왜란 당시 이순신 휘하에서 조정에 올리는 장계를 작성하는 최측근 군관으로 활동하였다.
사후 아들들과 손자들이 임진왜란에 참여하여 공을 세웠으므로 1801년(순조 1) 순천 지역 유생들의 상소로 통정대부 좌승지(左承旨)에 증직되었다가 1812년(순조12) 증 병조참판(兵曹參判)에 추증되고, 1823년(순조 23) 전라남도 순천의 옥계서원(玉溪書院)에 배향되었다. 순천군 동쪽 명말산 간좌(艮坐)에 안장되었고, 후에 심재(心齋) 송환기가 묘비문을 찬하고, 김지산(金志山)이 신도비(神道碑)를 썼다.

## 가족
- 증조부 정효종(孝終, 예조참의(禮曹參議)
- 조부 정갑선(甲先, 부사과(副司果))
- 아버지 정내(鄭鼐, 돈용교위(敦勇校尉))
- 어머니 개성왕씨, 습독(習讀) 왕침(王琛)의 딸
- 죽산안씨(竹山安氏), 군수(郡守) 안수금(安秀嶔)의 딸(禮琮), 2남 2녀 (사안,사익,정유경 처, 한척 처) - 선원록권34세조대왕종친록
- 연안김씨(延安金氏), 부사(府使) 김엽(金燁)의 딸, 3남 2녀 (사준, 사횡, 사정, 이명남 처, 안방준 처)
- 의령남씨(宜寧南氏), 참군(參軍) 남기(南沂)의 딸(義非), 1남 1녀 (사립, 정상명 처) - 선원록권37성종대왕종친록, 의령남씨세보 참조.
- 장남 정사안(鄭思安, 요절)
  - 손녀 김용(金容)의 처
- 차남 사익(鄭思翊)
  - 손자 돈(惇), 빈, 순(恂), 열(悅)
- 삼남 사준(鄭思竣)
  - 손자 선(愃), 론(惀)
  - 손녀 이집(李潗)의 처
- 사남 사횡(鄭思竑)
  - 손자 희(憘) 회(懷)
  - 손녀 조기번(趙基蕃)의 처
  - 손녀 감역 이기영(李耆英)의 처
  - 손녀 현감 이우신(李遇臣)의 처
  - 손녀 진사 김우(金俁)의 처
- 오남 사정(鄭思靖)
  - 손자 면(愐), 출(怵), 인
- 육남 사립(鄭思立)
  - 손자 담(憺), 침(忱)
- 딸 정유경(鄭惟敬)의 처
- 딸 한척(韓惕)의 처
- 딸 이명남(李命男)의 처
- 딸 안방준(安邦俊)의 처
- 딸 정상명(鄭翔溟)의 처

## 같이 보기
- 을묘왜변
- 원적
- 한온
- 정지년
- 안방준
- 이명남
- 이준경
- 이광식
- 남치원

## 참고 문헌
- 경주정씨세보
- 세조대왕 선원록
- 성종대왕 선원록
- 의령남씨세보
- 문화류씨 가정보
- 이충무공전서
- 난중일기
- 승평지
- 조선왕조실록
- 호남기록문화유산